# Almeidaia
Almeidaia — род чешуекрылых из семейства павлиноглазок и подсемейства Arsenurinae.

## Систематика
В состав рода входят:
- Almeidaia aidae Mielke & Casagrande, 1981 — Мату-Гросу (Бразилия)
- Almeidaia romualdoi Travassos, 1937